# Ernst Schmitz (Maler)

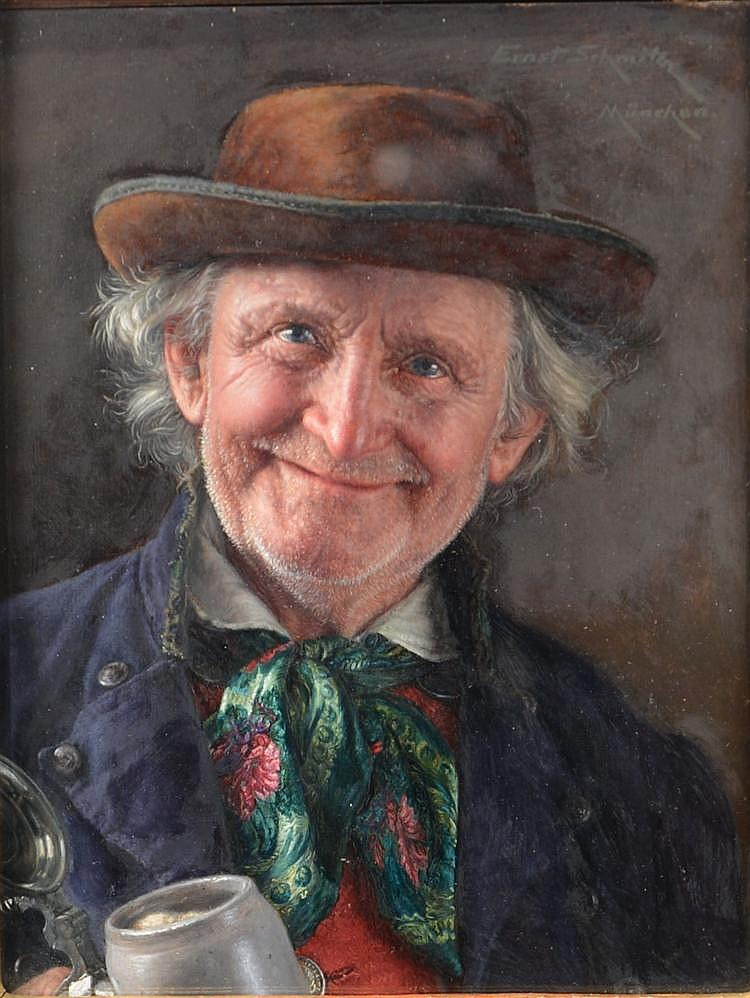
Fröhlicher Biertrinker

Ernst Schmitz (* 27. Februar 1859 in Düsseldorf; † 21. Februar 1917 in München) war ein deutscher Genre- und Bildnismaler.
Ernst Schmitz studierte an der Königlich-Preußischen Kunstakademie in Düsseldorf, anschließend wurde er Schüler von Friedrich von Keller in Stuttgart. Danach war er in Karlsruhe, Freiburg im Breisgau, Stuttgart und ab 1884 in München  tätig.